# Sclerogibba
Genre
Synonymes
- Tanynotus Cameron
- Prosclerogibba Kieffer
- Cryptobethylus Marshall
- Lithobiocerus Bridwell
- Poggiana Argaman

Sclerogibba est un genre d'hyménoptères de la famille des Sclerogibbidae.

## Liste des espèces
- Sclerogibba africana (Kieffer, 1904)
- Sclerogibba berlandi (Benoit, 1963)
- Sclerogibba crassifemorata (Riggio et Stefani-Perez, 1888)
- Sclerogibba impressa (Olmi, 2005)
- Sclerogibba madegassa (Benoit, 1952)
- Sclerogibba magrettii (Kieffer, 1913)
- Sclerogibba rapax (Olmi, 2005)
- Sclerogibba rufithorax (Cameron, 1904)
- Sclerogibba talpiformis (Benoit, 1950)
- Sclerogibba turneri (Richards, 1939)
- Sclerogibba vagabunda (Bridwell, 1919)